# Patrick Bach

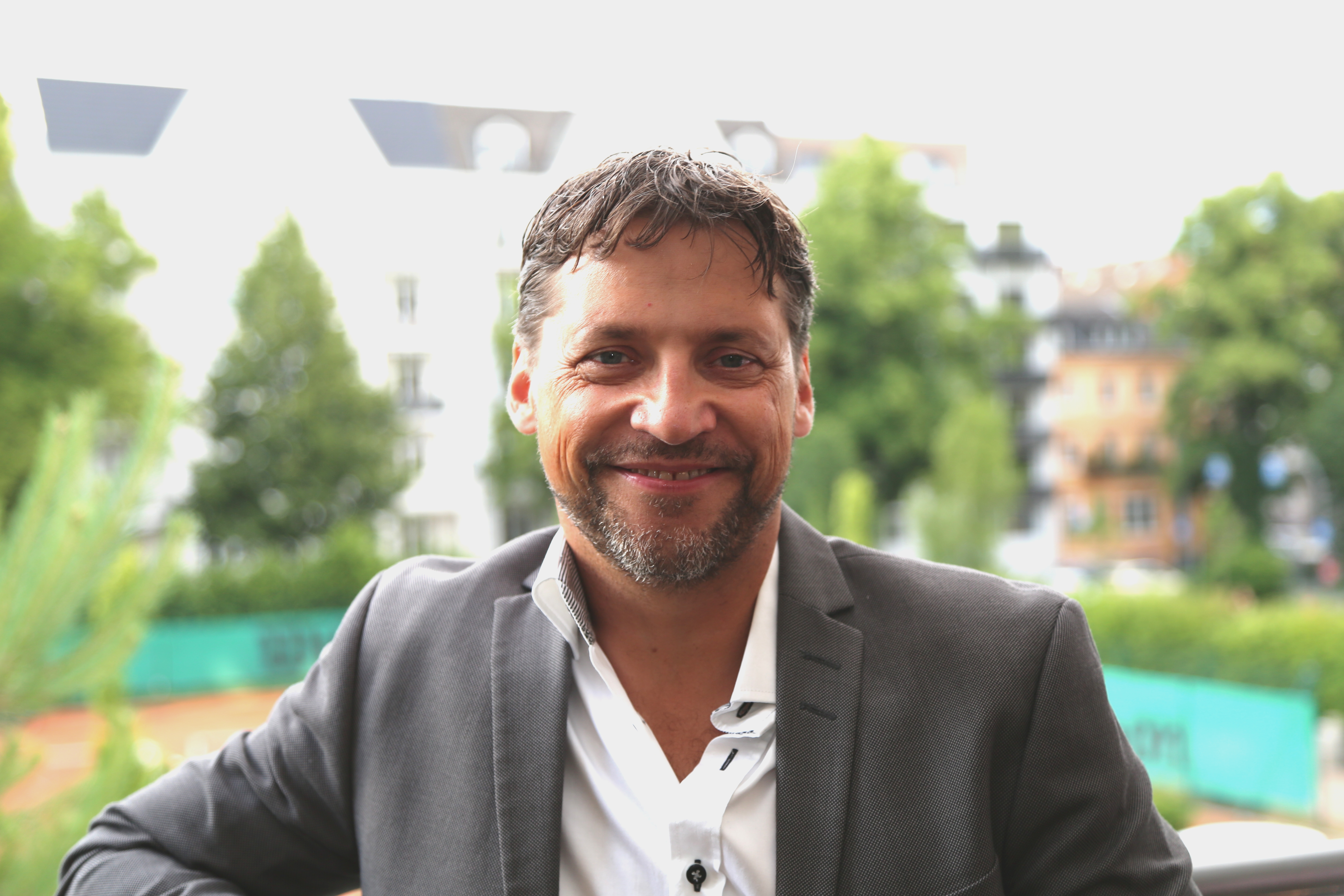
Patrick Bach

Patrick Bach (Hamburg, 30 maart 1968) is een Duitse toneelspeler en synchroonspreker.
Patrick Bach geldt als de Koning van de Kerstseries in Duitsland, omdat hij in drie Kerstseries speelde. Deze Kerstseries, meerdelige kinderseries, werden tussen 1975 en 1995 geproduceerd door de ZDF en tussen Kerst en Nieuwjaar uitgezonden.
Al op driejarige leeftijd was hij te zien op de televisie. In 1981 werd hij tijdens een voetbalpartij voor de miniserie Silas ontdekt.
Patrick Bach is getrouwd en heeft twee kinderen, hij woont met zijn gezin in Hamburg. Hij heeft in verschillende Duitse televisieseries meegespeeld zoals Silas en Anna met Silvia Seidel. Daarnaast leende hij zijn stem voor de Duitse versie van de film In de Ban van de Ring voor de karakter Sam Gewissies.

## Filmografie
- 1979: Timm Thaler
- 1981: Silas
- 1982: Jack Holborn
- 1984: Drei und eine halbe Portion
- 1987: Anna
- 1988: Anna – Der Film
- 1989: Laura und Luis
- 1990: Die Baskenmütze
- 1991: Glückliche Reise - Bali
- 1992: Das Traumschiff – Norwegen
- 1992–1997: Nicht von schlechten Eltern
- 1995: Immer wieder Sonntags
- 1995: Aus heiterem Himmel
- 1996: Lukas - Amor und Psyche
- 1997: Das Traumschiff – St. Lucia
- 1997: Die Wache (gastrol)
- 1998: Klinik unter Palmen (gastrol)
- 1998: SK Babies
- 1998–2003: Die Wache
- 1998–2000: Die Strandclique
- 1999: Gegen den Wind - Sprung ins Risico
- 2001: Die Nesthocker – Familie zu verschenken
- 2002: Großstadtrevier - Tapetenwechsel
- 2002: Die Kinder vom Alstertal - Tobias hat's erwischt
- 2003: Unser Charly - Flieg, Vogel flieg
- 2005: SOKO Wismar - Tödliche Freundschaft
- 2006: ... denn böse Menschen kennen keine Lieder (korte film)
- 2007: Wege zum Glück
- 2007: Da kommt Kalle – Unfallgefahr
- 2007–2008: Jibber Jabber (hoofdspreker)
- 2008: Unser Charly – Charly und das schwarze Schaf
- 2008: Der Landarzt – Liebesangst
- 2009: Zeit der Entscheidung – Die Soap Deiner Wahl
- 2009: Der Landarzt – Zwei Väter und ein Kind
- 2009: Beutolomäus und die vergessene Weihnacht
- 2010: Der Bergdoktor – Alles oder nichts
- 2010: SOKO Köln – Mörder Alaaf!
- 2010: Forsthaus Falkenau – Gourmetschweine
- 2010: Forsthaus Falkenau – Angezapft
- 2011: Scharfe Hunde
- 2013–2014: Rote Rosen
- 2014: Kripo Holstein – Mord und Meer – Süßer Tod
- 2015: Morden im Norden – Tödliche Beobachtung
- 2015: SOKO Kitzbühel – Die Firestarter
- 2016: Alarm für Cobra 11 – Die Autobahnpolizei (gastrol)
- 2017: Familie Dr. Kleist – Freunde und mehr
- 2017: Der Staatsanwalt – Die Enkelin
- 2018: Einstein – Aerodynamik
- 2020: SOKO Stuttgart – Hexentanz
- 2020: Yakari (stem van kleine das)
- 2021: Jerks. (gastrol)
- 2022: Die Pfefferkörner – Bienenmord
- 2022: Notruf Hafenkante – Neues Spiel, neues Glück

## Theatervoorstellingen
- 2004: Karl-May-Festspiele (Bad Segeberg): Der Sohn des Bärenjägers
- 2010: Die Hochzeitsreise
- 2012: Let’s Dance

## Hoorspelen
- Die Dr3i – Verschollen in der Zeit (2006, stem van Tom Drummond)
- Die Dr3i – Hotel Luxury End (stem van Danny)
- Pompeji van Robert Harris (2006, stem van Attilius (hoofdrol))
- Die drei ??? – Geister-Canyon (aflevering 124 / 2008 / stem van 'Aufsicht')
- Die drei ??? – Schrecken aus dem Moor (aflevering 126 / 2008 / stem van Austin)
- Die drei ??? – Schwarze Madonna (aflevering 127 / 2008 / stem van José)
- Die drei ??? Kids – Im Geisterschiff (aflevering 30 / 2012 / stem van Leon Murdock)
- Team Undercover – Der Fluch des Anubis (aflevering 1 / 2009 / stem van Torben Brunner)
- Team Undercover – Das Rätsel der Halskette (aflevering 2 / 2009 / stem van Torben Brunner)
- Team Undercover – Das Haus der Geister (aflevering 3 / 2010 / stem van Torben Brunner)
- Team Undercover – Der geraubte Stern (aflevering 5 / 2010 / stem van Torben Brunner)
- Team Undercover – Die weiße Nonne (aflevering 6 / 2010 / stem van Torben Brunner)
- Gruselkabinett 28/29 – Der Glöckner von Notre Dame (stem van Phoebus)
- Gruselkabinett 30 – Der Vampir (stem van Percy Aubrey)
- The Cruise. Eine Kreuzfahrt wird zum Horrortrip (8-delige serie / 2014 / WDR / stem van Lloyd Nelson)
- Die Simpsons: Das Original-Hörspiel zur TV-Serie (De Simpsons complete seizoen 23), als verteller, Edel:Kids Verlag, 2016
- Gruselserie (afleveringen 2019) – aflevering 3: Moskitos-Anflug der Killer-Insekten (stem van Elano)
- Rupert Baer hoorspel-cd's – stem van Rupert
- Lego City afleveringen 1–22 – stem van Eddie Dix
- Midnight Tales 29 – Schatten der Vorahnung (stem van een politieagent)
- Die Punkies – sinds 2016 (stem van keyboarder Nikolas)

## Luisterboeken
- 2017: Guillermo del Toro & Daniel Kraus: Trollhunters, Oetinger Media GmbH, ISBN 978-3-8373-0990-4
- 2017: (Audible): Marah Woolf: Liebe mich nicht, (GötterFunke 1, met Jodie Ahlborn), Verlagsgruppe Oetinger

## Synchronisatie
- 2001: Der Herr der Ringe: Die Gefährten voor Sean Astin als Samweis Gamdschie
- 2002: Der Herr der Ringe: Die zwei Türme voor Sean Astin als Samweis Gamdschie
- 2003: Der Herr der Ringe: Die Rückkehr des Königs voor Sean Astin als Samweis Gamdschie
- 2015-2016: Die rothaarige Schneeprinzessin voor Ryōta Ōsaka als Zen Wistalia
- 2005: Bigger Than the Sky voor Sean Astin als Ken Zorbell
- 2005: Heat Guy J voor Masaya Matsukaze als Daisuke Aurora
- 2006: H2O – Plötzlich Meerjungfrau, seizoen 1, aflevering 9
- 2007: Miss Austen Regrets voor Tom Hiddleston als Mr. John Plumptree
- 2009: Ein Hund rettet Weihnachten (The Dog Who Saved Christmas)
- ####: Naruto, Naruto Shippuden & Boruto: Naruto Next Generations – Kabuto
- ####: Emma – Eine viktorianische Liebe – Hakim Atawari
- 2008: Yakari (Trickfilmserie) als kleine das (première op Kika)
- ####: Crash Canyon
- 2010-2011: Dance Academy – Tanz deinen Traum! als Samuel Lieberman
- 2011-2012: Jake und die Nimmerland Piraten als Skipper (zang)
- 2012: Die Muppets – Walter
- ####: 24 – Lynn McGill
- 2013-2015: PAW Patrol – Chase
- ####: Littlest Pet Shop – Tierisch gute Freunde als Sunil
- sinds 2014: The Strain voor Sean Astin als Jim Kent
- sinds 2014: Bob's Burgers – diverse rollen
- ####: Seven Deadly Sins voor Yūki Kaji als Meliodas
- ####: Noragami voor Jun Fukuyama als Kazuma
- sinds 2017: Stranger Things voor Sean Astin als Bob Newby
- 2016: Magi: Adventure of Sinbad – Sinbad
- 2018: Power Rangers Ninja Steel rode ranger
- ####: Heartland – Paradies für Pferde de stem van dierenarts Scott Cardinal – Nathaniel Arcand

## Onderscheidingen
- 1982: Bambi voor Silas
- 1994: Bambi voor Nicht von schlechten Eltern
- 1987: Goldene Kamera

## Andere activiteiten
Sinds augustus 2007 experimenteert Patrick Bach met het medium podcast. Samen met Robin en Hernn Ludoplh vertelt hij over zijn optredens, projecten, Hamburg en alles, waarvoor de drie zich interesseren.